# غلزنكيرشن

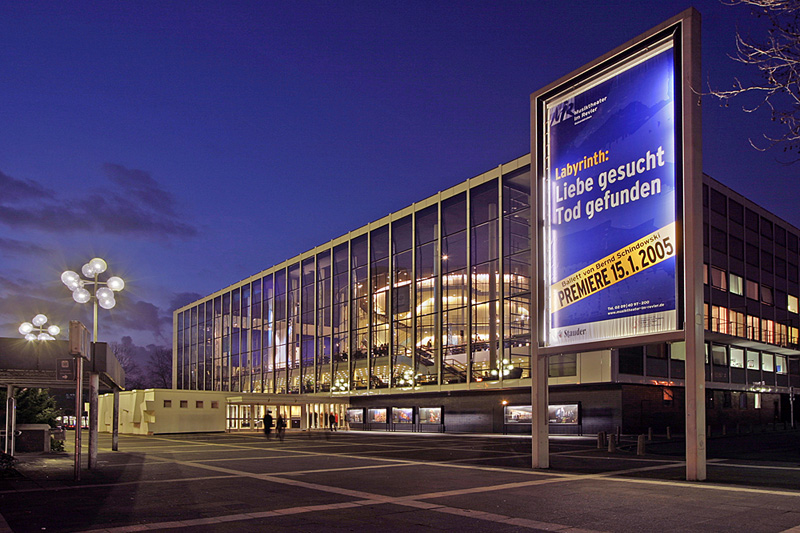
دار أوبرا في غيلسنكيرشن

غلزنكيرشن (بالألمانية: Gelsenkirchen) هي مدينة تقع في ولاية شمال الراين-وستفاليا في غرب ألمانيا. يبلغ عدد سكانها حوالي 260.654 ألف نسمة (2019).
يعود تاريخ المدينة إلى عام 1150، ولكنها بقيت قرية صغيرة حتى القرن التاسع عشر، حينما بدأت الثورة الصناعية التي ساهمت بنمو المنطقة المحيطة بالمدينة بسرعة. في عام 1840، عندما بدأ استخراج الفحم، عاش حوالي ستة آلاف شخص في القرية، في عام 1900 أصبحوا حوالي 138,000 نسمة.
في بدايات القرن العشرين، غلزنكيرشن كانت أهم بلدة لإنتاج فحم في أوروبا. كانت تدعى أحيانا "مدينة آلاف الحرائق"، لاشتعال النيران هنا وهناك فيها بسبب استخراج الفحم. في عام 1928 تم ضم المدينة مع جيرانها بور وهورست. أصبح اسم المدينة الجديدة غلزنكيرشن-بور، إلى أن تم إعادة تسميتها إلى اسمها الحالي مجددا. في العهد النازي في الثلاثينات، بقيت المدينة مركزا لاستخراج وصناعة الفحم وتكرير النفط، ولهذا السبب تم قصف المدينة تكرارا من قبل قوات الحلفاء في الحرب العالمية الثانية. تعاني المدينة اليوم بنسبة بطالة عالية بعد تحول اعتماد الدولة الكلي على طاقة الفحم إلى مصادر أخرى. يوجد في غلزنكيرشن اليوم أكبر محطة طاقة شمسية في ألمانيا. كما أن مدخنة أحد معامل إنتاج طاقة الفحم بها هي أطول مدخنة في ألمانيا (302 متر).
غلزنكيرشن هي مقر نادي اف.سي. شالكه 04 لكرة القدم، أحد أندية الدرجة الممتازة في الدوري الألماني. استاد النادي الذي يدعى فيلتينس أرينا، يعد أحد أحدث استادات ألمانيا. كان مسرحا لعدد من مباريات كأس العالم لكرة القدم التي أقيمت في ألمانيا عام 2006.

## توأمة
لغلزنكيرشن اتفاقيات توأمة مع كل من:
- كامبو غراندي
- كوتبوس (1987 - )
- شاختاي
- نيوكاسل أبون تاين
- أولشتين (1992 - )[7]
- زينيتسا
- بيوك جكمجة
- كوتايسي

## أعلام
- هارالد تسور هاوزن
- روديغر أبرامتسيك
- هينريش كوياتكوسكي
- راينهارت ليبودا
- كونراد باور
- أولاف ثون
- ويلهلم إرنست
- مسعود أوزيل
- إرنست آدم
- جوسيف كريمر
- مانويل نوير